# Arena (Todd Rundgren)
Arena è un album in studio del cantautore e musicista statunitense Todd Rundgren, pubblicato nel 2008.

## Tracce
1. Mad – 3:35
2. Afraid – 4:52
3. Mercenary – 4:02
4. Gun – 3:54
5. Courage – 3:44
6. Weakness – 5:15
7. Strike – 3:29
8. Pissin – 4:39
9. Today – 5:22
10. Bardo – 6:13
11. Mountaintop – 4:18
12. Panic – 3:11
13. Manup – 4:00